# Sink Ships
Sink Ships er et dansk/australsk alt-country band dannet i 2009, København af to australiere Carl Coleman og Matthew Moller. 
Udover de to australiere er bandet bestående af en canadier, svensker og et par danskere. Bandet har varmet op for flere danske kunstnere, her i blandt The Rumour Said Fire hvor Carl Coleman varmet op under flere koncerter.

## Diskografi

### Ep'er
- 2011: "Half the boy"

### Singler
- 2012: "Woke Up Laughing"
- 2012: "The Shepherd"

## Fodnoter
1. ↑  "The Rumour Said Fire. Supp: Carl Coleman solo". Arkiveret fra originalen 2. marts 2013. Hentet 15. marts 2013.
2. ↑  »The Rumour Said Fire« i Hadsten
3. ↑  The Rumour Said Fire, Tobakken, 1/3/13 (Webside ikke længere tilgængelig)